# Méhes Balázs (építész)
Méhes Balázs (Budapest, 1949. augusztus 5. – 2012. június 4.) építész, festőművész, egyetemi docens (Budapesti Műszaki és Gazdaságtudományi Egyetem, Építészmérnöki Kar, Rajzi és Formaismereti Tanszék).

## Életpályája
- 1972 - diploma, Budapesti Műszaki Egyetem, építészmérnök
- 1975-76 - Strasbourgi Iparművészeti Főiskola belsőépítészeti szak, mestere prof. M. Kuntz

A BME Rajzi és Formaismereti Tanszékének docense volt, egyetemi doktori és PhD tudományos fokozattal. Oktatási tevékenysége mellett festészettel is foglalkozott. Egyetemi működéséhez is kapcsolódóan számos tudományos értekezést írt. Publikációiban a rajzolással, a perspektíva gyakorlatával, valamint Lakatos Artúr festő- és iparművész élettörténetével foglalkozott.
2012. június 4-én súlyos betegségben elhunyt.

## Kiállításai
- 1966 - önálló kiállítás: Eötvös József Gimnázium, Budapest
- 1970 - önálló kiállítás: BME, R-Klub
- 1974 - önálló kiállítás: Tampere (S-U Toimisto), Finnország
- 1985 - önálló kiállítás: KPVDSz-Klub, Budapest
- 1984 - önálló kiállítás: Eötvös József Gimnázium, Budapest
- 1988 - önálló kiállítás: Obertrum am See (Café Vierhaus), Salzburg, Ausztria
- 2004 - önálló kiállítás: Magyar Építőművészek Szövetsége, Kós Károly Terem, Budapest

## Publikációi
- Illustrated Drawing of Cubic Forms - A Pedagogical Essay about the *Beginnings of Drawing of Cubic Forms" - Periodica Politechnica, Bp. 1985/1-2 p. 35-48
- "A városkép és az épített jel kapcsolata - a Gellérthegyi Géniusz-szobor talpépítményeinek átépítésére tett javaslat tükrében" - Doktori disszertáció, BME, 1993, Bp.
- "Proceedings and Help to Determine Obliquity and/or Proportion respectively its Control in Perspective Depicting" - Patent Bulletin, Bp. 1997 (Danuvia, No. P 9700483)
- "Az építészeti szabadkézi rajz szerkezeti felépítésének oktatása - új módszertani megközelítésben" - PhD-disszertáció, BME, Bp. 1997
- "Egy új módszertani megközelítés az építészeti szabadkézi rajz oktatására" - Új Magyar Építőművészet, Bp. 1998/6 p. 59-61
- "Architectural Freehand Drawing with Particular Attention to Structural Oblique Lines" (A Collection of Hand-Outs Supporting my Lectures held at the University of Illinois at Urbana-Champaign), UIUC, 2001, p. 1-67
- "A Campus Walking Tour[halott link]" (Selected pages of my Sketchbook), UIUC, 2001
- "Construction of Cast Shadows in Perspective Rendering by Freehand", UIUC, 2001
- "Utcarajzok szerkezeti felépítése" Archiválva 2008. december 19-i dátummal a Wayback Machine-ben - 2002
- "Fulbright-ösztöndíjjal Amerikában" Archiválva 2011. március 24-i dátummal a Wayback Machine-ben - 2002
- Staffírung egy életre – Lakatos Artúr bútorai. Szalon, IX. évf. Bp. 2005/5 p. 54-58.
- A Goldberger ösztöndíjasa – A textiltervező Lakatos Artúr. Szalon, X. évf. Bp, 2006/3 p. 50-54.
- Tónus a Vonal mentén – a Helyi Kontraszt[halott link] - 2003
- Első kocka – szélső kocka[halott link] - 2004
- Fókuszban a térsarok – térszerkesztés szabadkézzel Archiválva 2009. október 27-i dátummal a Wayback Machine-ben - 2005
- Erőd és Géniusz[halott link] - 2006
- Küszöbszintek[halott link] - 2006
- Összetartás ellenőrzése óriáshorizonttal[halott link] - 2009
- Égtáj-mappa Archiválva 2009. december 24-i dátummal a Wayback Machine-ben - 2009
- Négyzethálós lamellák Archiválva 2009. november 7-i dátummal a Wayback Machine-ben - 2009
- Tanulmányok Lakatos Artúr (1880-1968) festő- és iparművész tanár életművéhez, Bp. 2009. ISBN 978-963-06-7125-5
- Tárgyak, terek, formák, színek összhangja - Életmű-katalógus Lakatos Artúr művészetéről - LAM, 2010/01

## Társasági tagság
- Magyar Építőművészek Szövetsége